# Lahav Shani
Lahav Shani (in ebraico להב שני‎?; Tel Aviv, 7 gennaio 1989) è un direttore d'orchestra e pianista israeliano.

## Biografia
Lahav Shani è il figlio di Michael Shani, un direttore di coro. Ha iniziato le lezioni di pianoforte all'età di 6 anni con Hannah Shalgi. Ha continuato i suoi studi di pianoforte da Arie Vardi alla Buchmann-Mehta School of Music di Tel Aviv. Successivamente ha studiato contrabbasso con Teddy Kling, l'ex bassista principale della Orchestra filarmonica d'Israele. Shani ha proseguito gli studi musicali presso la Hochschule für Musik Hanns Eisler di Berlino, dove tra i suoi insegnanti figuravano Christian Ehwald (direzione d'orchestra) e Fabio Bidini (pianoforte). Daniel Barenboim è stato un mentore per Shani nella direzione d'orchestra.
Shani è apparso per la prima volta come pianista ospite con l'Orchestra filarmonica d'Israele nel 2007. Nel 2010 Zubin Mehta ha ingaggiato Shani come pianista e assistente direttore per un tour con la Filarmonica d'Israele. Sempre con la Filarmonica d'Israele Shani ha diretto i concerti della stagione di apertura della nel 2013. Successivamente è tornato ogni anno come direttore ospite dell'orchestra.
Shani ha vinto il primo premio all'International Gustav Mahler Conducting Competition 2013. Nel maggio 2015 ha diretto per la prima volta come ospite l'Orchestra Sinfonica di Vienna. Nel novembre 2015 ha debuttato con i Wiener Philharmoniker, sia come direttore che come pianista, come sostituto d'emergenza di Franz Welser-Möst. Nel gennaio 2016 la Sinfonica di Vienna ha annunciato la nomina di Shani come suo prossimo direttore ospite principale, a partire dalla stagione 2017-2018.
Nel giugno 2016 Shani ha debuttato con la Rotterdam Philharmonic Orchestra (RPhO), sia come direttore ospite che come solista di pianoforte. Sulla base di questa singola apparizione, i musicisti della RPhO elessero all'unanimità Shani prossimo direttore principale dell'orchestra, nell'agosto del 2016, il direttore più giovane ad essere nominato direttore principale della RPhO fino ad oggi. Il suo contratto con la RPhO è in vigore dalla stagione 2018-2019, per 12 settimane a stagione. La nomina segna la prima nomina di Shani in una posizione orchestrale a tempo pieno. Nel marzo 2020 la RPhO ha annunciato l'estensione del contratto di Shani come direttore principale fino ad agosto 2026.
Nel gennaio 2018 la Filarmonica d'Israele ha annunciato la nomina di Shani come suo prossimo direttore musicale, a partire dalla stagione 2020-2021. Deve ricoprire il titolo di direttore musicale designato dell'orchestra nella stagione 2019-2020.
Il 31 dicembre 2021 Shani ha sostituito con breve preavviso un indisposto Kirill Petrenko come direttore ospite dei Berliner Philharmoniker per il concerto di Capodanno del 2022. Shani aveva meno di due ore di preavviso prima della prima prova dell'orchestra. Fortunatamente, Shani si era stabilito a Berlino e si trovava lì per ricevere la telefonata urgente.
Continua a tenere recital come pianista solista.